# Ресдорф (Мёккерн)
Ресдорф (Флеминг) (нем. Reesdorf (Fläming)) — деревня в Германии, в земле Саксония-Анхальт. Входит в состав города Мёккерн района Йерихов. 
Население составляет 163 человека (на 31 декабря 2006 года). Занимает площадь 3,32 км². Расположена у автобана Берлин — Ганновер.
Ранее Ресдорф имела статус общины (коммуны). 2 июля 2009 года вошла в состав города Мёккерн.